# Burdur
Pour la province, voir Burdur (province).
Burdur est une ville de Turquie, préfecture de la province du même nom. Elle est située sur la rive méridionale du lac de Burdur.